# Потапова, Наталия Ивановна
Ната́лия Ива́новна Пота́пова (12 февраля 1952, Москва — 7 июня 2025, Москва) — советская и российская актриса театра и кино. Заслуженная артистка Российской Федерации (1996).

## Биография
В 1976 году окончила курс Владимира Андреева в ГИТИСе. В том же году стала служить в театре имени М. Н. Ермоловой, где Андреев был художественным руководителем. Является председателем профсоюза театра.
В кино начала сниматься в 1974 году на третьем курсе университета, получив роль в военном фильме «В восемнадцать мальчишеских лет». В 1985 году сыграла главную роль в фильме «Деньги для Марии», а в 1987-м — в фильме «Два берега».
Скончалась 7 июня 2025 года в Москве. Похоронена на Покровском кладбище

## Театральные работы
- «Мария Стюарт» Ф. Шиллера — Мария Стюарт
- «Приглашение на казнь» В. В. Набокова — Марфинька
- «Праздничный сон — до обеда» А. Н. Остовского — Белотелова
- «Царь Максимилиан» А. М. Ремизова — Богиня Венера
- «Василиса Мелентьева» А. Н. Остовского — Василиса
- «Великая Екатерина» — Екатерина II
- «Двенадцатая ночь» У. Шекспира (реж. С. Голомазов) — Мария
- «Вечер комедии» по мотивам комедий Б. Шоу «Деревенское сватовство», К. Фортюно «Учитесь водить автомобиль заочно», О. Генри «Гарлемская трагедия», Э. Де Филиппо «Риск» (реж. М. Борисов) — Она, Доротея
- «Сверчок на печи» Ч. Диккенса — Сверчок
- «День космонавтики» Е. Унгарда (реж. Ф. Веригина) — Зинка
- «Не все так плохо, как на самом деле, Аделаида!» Е. Унгарда (реж. Ф. Веригина) — Нинель Георгиевна
- «Каштанка» А. П. Чехова (моноспектакль)

## Фильмография
- 1974 — В восемнадцать мальчишеских лет — Оксана
- 1974 — Свадьба как свадьба — гостья на свадьбе
- 1976 — Моя любовь на третьем курсе — Таня
- 1978 — Помолвка в Боготоле
- 1979 — Отец и сын — Манюшка
- 1982 — Василиса Мелентьева — Василиса Мелентьева (главная роль)
- 1982 — Оставить след — Зина
- 1982 — Следствие ведут знатоки. Он где-то здесь — доярка
- 1984 — Продлись, продлись, очарованье… — Надя, жена Жени
- 1985 — Деньги для Марии — Мария (главная роль)
- 1986 — Время свиданий — мать Валерки
- 1987 — Два берега — Наталья (главная роль)
- 1987 — Следствие ведут знатоки. Бумеранг — эпизод
- 1987 — В поисках выхода (фильм 3)
- 1987 — Выйти из леса на поляну — эпизод
- 1987 — Говори — Надежда Кирилловна Мартынова
- 1987 — Сын — Светочка, буфетчица
- 1988 — Наш бронепоезд — эпизод
- 1988 — Прости нас, сад... — Зина Гасилова
- 1989 — Леди Макбет Мценского уезда — Фиона
- 1989 — Созвездие Козлотура — Ленок, продавщица
- 1990 — Я объявляю вам войну — Вера Мышкина, одноклассница Ерохина, директор гостиницы
- 1991 — Армавир — Зина, жена Николая
- 1991 — Ночь грешников — эпизод
- 1992 — Квартира — Вострякова
- 1993 — Посторонний
- 1993 — Территория (фильм 1-й. «Участковый») — жена автолюбителя
- 1993 — Ты есть... — подруга Анны
- 1994 — Наваждение — эпизод
- 1994—1998 — Петербургские тайны — надзирательница
- 1995 — Трамвай в Москве — работница трамвайного депо
- 1998 — Му-Му
- 1999 — Небо в алмазах — воспитательница
- 1999 — Семейные тайны
- 2001 — На полпути в Париж — официантка Анна
- 2001 — Саломея — эпизод
- 2002 — Next (2 сезон) — эпизод
- 2002 — Мужская работа (2 сезон) — эпизод
- 2002 — О'Кей, или Дело в шляпе — уборщица
- 2003 — Даша Васильева. Любительница частного сыска (фильм 2. «За всеми зайцами») — Оксана
- 2003 — Сель — продавщица на рынке
- 2004 — Бальзаковский возраст, или Все мужики сво… (3-я серия. «Любовь по-московски») — Эльвира Ивановна, начальник охраны магазина
- 2004 — Наваждение — секретарь Богданова
- 2005 — Опера. Хроники убойного отдела (фильм 13. «Двойная ошибка») — Клара Ивановна
- 2005 — Две судьбы (3 сезон) — Елена Васильевна Яневич
- 2005 — Свой человек — Алла Ивановна, секретарь Шаповалова
- 2006 — Молодой Волкодав — Старостиха
- 2006 — Сталин. Live
- 2006 — Таксистка (3 сезон, 5 серия) — Ручка
- 2008 — Багровый цвет снегопада — Серафима Никитична
- 2008 — Я — телохранитель («Старые счёты» / «Заказ на олигарха») — мать Людмилы
- 2009 — Лапушки — Галина Яковлевна
- 2009 — Черчилль (фильм 4. «Таинственный поклонник») — Антонина Савельевна Соколова, профессор
- 2009 — Чудес не бывает — Ольга
- 2011 — Срочно в номер (3 сезон, фильм 1. «Мир женщин») — Ольга Сергеевна Смирнова, мать убитой девушки
- 2012—2014 — А у нас во дворе... — Лидия Петровна, собачница
- 2014 — Нечаянно — Тамара Викторовна, мать Коли
- 2015 — Всё могут короли — мать Робина Гуда
- 2015 — Людмила Гурченко — мать Славы
- 2015 — Между нами, девочками — Анна Михайловна, гинеколог
- 2015 — Новые русские — Тамара Петровна, мать Коли
- 2015 — Орлова и Александров — Наташа, горничная
- 2016 — Чистое искусство — консьержка
- 2017 — Ёлки новые — мать Евгения
- 2017 — Моя мама — робот — костюмер
- 2017 — Нелюбовь — мать Жени
- 2018 — Ёлки последние — мать Евгения
- 2018 — Звоните ДиКаприо! — врач
- 2018 — Лучше, чем люди — мать Лары
- 2018 — Операция «Сатана» — сотрудница КБ «Север»
- 2018 — Нарисованное счастье — Алла Денисовна, вторая жена Ивана
- 2018 — Света с того света — Мария Петровна
- 2019 — Госзаказ — Татьяна Андреевна
- 2019 — Склифосовский (7 сезон) — Тамара Михайловна, управдом
- 2020 — Конференция — Вера
- 2020—2021 — Родком — Галина Васильевна, директор школы
- 2020 — Человек из Подольска — благостная женщина на вокзале
- 2021—2023 — Пищеблок — баба Нюра (главная роль)
- 2021 — Душегубы — Марченко, мать Марьяны, водитель трамвая
- 2021 — Везёт — окулист
- 2021 — По ту сторону смерти (2 сезон, фильм 1. «Тень») — продавец
- 2022 — Братья — врач
- 2022 — Грузчики — бабушка
- 2022 — Модный синдикат — Семёновна
- 2022 — Недоглядели — Вера Мышкина
- 2022 — Неличная жизнь — Лидия
- 2022—2025 — Нереалити — тётя Лена (Елена Михайловна Чернышова), соседка родителей Риты, бабушка Серёжи
- 2023 — Я «любила» мужа — репетитор
- 2023 — Новогодний ол инклюзив — тёща (главная роль)
- 2023 — Отмороженные — мать Массы
- 2023 — Слово пацана. Кровь на асфальте — Флюра Габдуловна
- 2024 — Хворь — Виталина
- 2024 — Мамонты — Галина Борисовна, мама Романа Меркелова
- 2024 — Нежность (2 сезон) — Нина Петровна
- 2025 — Деревенский Фрейд (в производстве) — баба Шура (главная роль)

## Награды и премии
- Заслуженная артистка Российской Федерации (9 марта 1996)[8]
- Премия города Москвы в области литературы и искусства за яркое исполнение главной роли в спектакле «День космонавтики» Е. Унгарда (2008)[9]